# Phragmatobia y-album
Phragmatobia y-album är en fjärilsart som beskrevs av Charles Oberthür 1886. Phragmatobia y-album ingår i släktet Phragmatobia och familjen björnspinnare. Inga underarter finns listade i Catalogue of Life.